# Kenichi Ohmae
Kenichi Ohmae (大前 研一 Ōmae Ken'ichi,  sinh ngày 21 tháng 2 năm 1943) là một nhà lý thuyết tổ chức, chuyên gia tư vấn quản lý người Nhật, nguyên Giáo sư và Trưởng khoa của Trường Quản lý công UCLA Luskin, và tác giả, nổi tiếng về phát triển mô hình 3C. 
(大 前 研 一 ŌmaeKenichi Ohmae Ken'ichi, sinh ngày 21 tháng 2 năm 1943) là một nhà lý thuyết tổ chức của Nhật Bản, chuyên gia tư vấn quản lý, nguyên Giáo sư và Trưởng khoa UCLA Luskin School of Public Affairs, và tác giả, nổi tiếng về phát triển mô hình 3C. 

## Tiểu sử
Sinh năm 1943 tại Kitakyūshū, Ohmae lấy bằng Cử nhân Hóa học vào năm 1966 tại Đại học Waseda, bằng Thạc sĩ Vật lý hạt nhân vào năm 1968 tại Viện Công nghệ Tokyo, và bằng tiến sĩ về kỹ thuật hạt nhân của Viện Công nghệ Massachusetts vào năm 1970.
Sau khi tốt nghiệp, Ohmae sau đó làm kỹ sư thiết kế cao cấp cho Hitachi từ năm 1970 đến năm 1972. Từ năm 1972 đến năm 1995, ông làm việc cho McKinsey & Company. Là một đối tác cấp cao, ông điều hành hoạt động tại Nhật Bản của công ty trong nhiều năm. Ông đồng sáng lập thực hành quản lý chiến lược và phục vụ các công ty trong nhiều ngành công nghiệp, bao gồm điện tử công nghiệp và điện tử tiêu dùng, tài chính, viễn thông, thực phẩm và hóa chất. Vào năm 1995, ông đã ứng cử chức Thống đốc Tokyo, nhưng đã thua Yukio Aoshima.
Năm 1997, ông đã đến Hoa Kỳ, nơi ông được bổ nhiệm làm Chủ nhiệm khoa và Giáo sư của Trường Quản lý công UCLA Luskin. Từ năm 1997 đến năm 1998, ông trở thành giáo sư thỉnh giảng của Trường Kinh doanh Stanford, Chương trình MBA.
Năm 2011, ông trở thành giám đốc dự án cho đội "H2O", và phối hợp chuẩn bị báo cáo "Chúng ta nên học gì từ tai nạn nghiêm trọng tại nhà máy điện hạt nhân Fukushima Dai-ichi?" và gửi cho Goshi Hosono, Bộ trưởng Bộ Môi trường và Bộ trưởng về việc khôi phục tai nạn hạt nhân. Năm 2012, ông trở thành thành viên của "Ủy ban giám sát cải cách hạt nhân" của Công ty Điện lực Tokyo (TEPCO).

## Tác phẩm
Ohmae đã giới thiệu các phương pháp quản lý của Nhật Bản cho một đối tượng phương Tây rộng lớn, đặc biệt là thực hành của Toyota về sản xuất đúng lúc. Ông cũng vạch ra sự khác biệt giữa các công ty Nhật Bản và phương Tây, cụ thể:
- chặng đường lập kế hoạch chiến lược dài của các công ty Nhật Bản
- chân trời quy hoạch ngắn dựa trên tư duy giá trị cổ đông của các công ty phương Tây

Thông qua nhiều ấn phẩm của mình, ông đã đặt ra nhiều thuật ngữ vẫn được sử dụng ngày nay. Trong những năm 1980, ông đã dự đoán và mô tả toàn cầu hóa là hiện tượng nổi bật trong nền kinh tế thế giới.

## Ấn phẩm
Ông đã viết khoảng 100 cuốn sách. Dưới đây là một số tác phẩm tiêu biểu:
- The Mind of the Strategist (phát hành ở Việt Nam với tựa "Tư duy của chiến lược gia")
- The End of the Nation State
- The Borderless World
- Triad Power
- The Mind of the Strategist
- The End of the Nation State
- The Borderless World
- Triad Power